# Gaozhuang (köpinghuvudort i Kina, Shaanxi, lat 34,46, long 108,93)
Gaozhuang (kinesiska: 高庄, 高庄镇) är en köpinghuvudort i Kina. Den ligger i provinsen Shaanxi, i den nordvästra delen av landet, omkring 22 kilometer norr om provinshuvudstaden Xi'an. Antalet invånare är 28 915. Befolkningen består av 14 129 kvinnor och 14 786 män. Barn under 15 år utgör 15,0 %, vuxna 15-64 år 76 %, och äldre över 65 år 7,0 %.
Runt Gaozhuang är det mycket tätbefolkat, med 2 521 invånare per kvadratkilometer. Närmaste större samhälle är Weiyang, 19,3 km söder om Gaozhuang. Trakten runt Gaozhuang består till största delen av jordbruksmark.
Genomsnittlig årsnederbörd är 669 millimeter. Den regnigaste månaden är september, med i genomsnitt 149 mm nederbörd, och den torraste är december, med 1 mm nederbörd.